# Terenci Moix
Terenci Moix   (el Raval, 5 de gener de 1942 - Barcelona, 2 d'abril de 2003), pseudònim de Ramon Moix i Meseguer, fou un novel·lista en català i castellà. Era germà de la també escriptora Anna Maria Moix i Meseguer. La seua mare era d'origen frangenc, de Nonasp.

## Biografia
Gran escriptor i reconegut cinèfil, es va convertir en un dels escriptors més llegits de la literatura espanyola després de la publicació de No digas que fue un sueño (Premi Planeta 1986), amb més d'un milió d'exemplars, donant-li continuació en El somni d'Alexandria (1988).
Va néixer al barri del Raval, al número 37 del Carrer de Joaquim Costa, on la seva família regentava la Granja de Gavá. De formació autodidacta i anàrquica, es va donar a conèixer com a narrador amb l'obra La torre dels vicis capitals (1968).
La seva obra navega entre la crítica i la mitificació de la cultura catalana, els valors de l'època franquista, l'educació religiosa i el sexe (ja que segons explica va estudiar en col·legis de capellans als escolapis de Sant Anton de Barcelona) i una incommensurable devoció per la història d'Egipte imbuint-se de ple en el món del cinema. Per aquest fet les seves novel·les més cèlebres es basen en amors i desamors durant l'imperi faraònic.
El 1992 va publicar El sexe dels àngels, llibre que va originar una gran polèmica en molts sectors catalans per la seva sàtira a la cultura catalana. Malgrat tot el 1993 va rebre el guardó Lletra d'Or per aquesta obra.
Va plasmar la seva biografia en una trilogia denominada Memorias del peso de la paja.
Obertament homosexual, Moix va participar en tertúlies televisives i es va manifestar amb freqüència respecte al tema de la sexualitat. Van ser famosos alguns dels seus enfrontaments contra el que percebia com manifestacions homòfobes. Exemple d'això van ser les seves dures crítiques al Nobel de Literatura Camilo José Cela.
Va escriure en el Tele/eXpres, Tele-Estel, El Correo Catalán, Destino, Nuevos Fotogramas, Serra d'Or i a El País.
Va morir l'abril de 2003 d'un emfisema pulmonar per la seva addicció al tabac. Les cendres de l'escriptor van ser dispersades entre la badia d'Alexandria, no lluny del llegendari Far, i el carrer de Joaquim Costa del barri del Raval de Barcelona, on va néixer.
El 22 d'abril de 2005 es van iniciar els premis Terenci Moix. El mateix any també van començar el Premi Terenci Moix de Narrativa Gai i Lèsbica Fundación Arena. Una plaça de Barcelona porta el seu nom.

## Novel·les

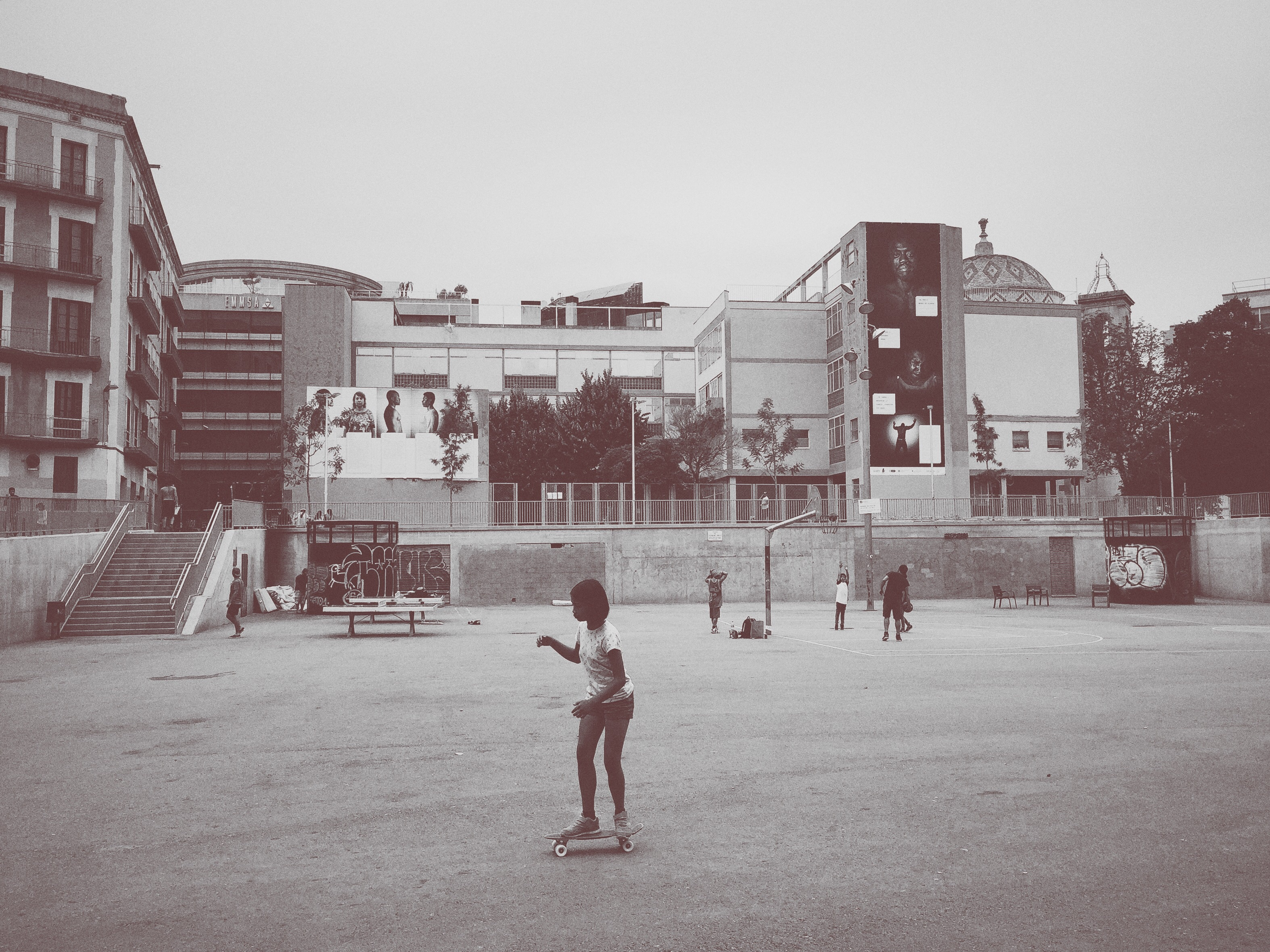
Plaça de Terenci Moix, Barcelona.

| - Besaré tu cadáver (1965) - El desordre (1965) - La torre dels vicis capitals (1968) - Onades sobre una roca deserta (1969) - El dia que va morir Marilyn (1969) - Món mascle (1971) - Siro o la increada consciència de la raça (1972) - La caiguda de l'imperi sodomita i altres històries herètiques (1976) - Sadístic, esperpèntic i àdhuc metafísic (1976) - Lilí Barcelona i altres travestís : tots els contes (1978) - Tots els contes (1979) - Nuestra Virgen de los mártires (1983) - Amami, Alfredo! Polvo de estrellas (1984) | - No digas que fue un sueño (1986) - El sueño de Alejandría (1988) - Garras de astracán (1991) - La herida de la esfinge (1991) - El sexe dels àngels (1992) - Suspiros de España (1993) - Venus Bonaparte (1994) - Mujercísimas (1995) - Màrius Byron (1995) - El amargo don de la belleza (1996) - Chulas y famosas (1999) - El demonio (1999) - El arpista ciego (2002) |